# Neoeromene
Neoeromene là một chi bướm đêm thuộc họ Crambidae.